# Serie A2 (baloncesto italiano) 2018-19
La Serie A2 2018-19, conocida por motivos de patrocinio como Serie A2 Old Wild West fue la edición número 45 de la Serie A2, el segundo nivel del baloncesto de Italia. Comenzó en octubre de 2018 y finalizó en junio de 2019 con los playoffs. El campeón, Fortitudo Bologna, junto a Treviso Basket y Virtus Roma ascendieron a la Serie A.

## Reglamento y formato
El campeonato lo forman 32 equipos divididos en dos grupos, mediante división geográfica, llamados "Este" y "Oeste".
Los equipos ascendidos del Benedetto XIV Cento, Pallacanestro Piacentina y Virtus Cassino fueron admitidos en el campeonato. Los equipos de cada grupo se enfrentan en una primera fase de calificación (llamada temporada regular) a doble vuelta. Los equipos clasificados del primero al octavo puesto de cada grupo pasan a los playoffs, que determinan una única promoción en la Serie A. Los playoffs se llevan a cabo de acuerdo con el siguiente esquema de combinación:
- 1.º clasificado Grupo Este - 8.º clasificado Grupo Oeste
- 2.º clasificado Grupo Este - 7.º clasificado Grupo Oeste
- 3.º clasificado Grupo Este - 6.º clasificado Grupo Oeste

Etc.
Los equipos que ocupen los puestos 14 y 15 de cada grupo se enfrentarán en un playoff de descenso, mientras que los equipos clasificados en el puesto 16 y último de cada grupo directamente descenderán a la Serie B .
Los equipos clasificados en el 9 ° al 13 ° en cada grupo son admitidos en la próxima serie A2.

## Clubes temporada 2018-19
OESTE  ESTE
| - Fortitudo Bologna - Pasta Cellino Cagliari - Benedetto XIV Cento - Kleb Basket Ferrara - Pallacanestro Forlì 2.015 - Andrea Costa Imola - Aurora Basket Jesi - Pallacanestro Mantovana - XL EXTRALIGHT® Montegranaro - Bakery Basket - Assigeco Piacenza - Basket Ravenna - Roseto Sharks - Universo Treviso Basket - Scaligera Verona - Amici Pallacanestro Udinese | - Fortitudo Agrigento - Pallacanestro Biella - Bergamo Basket 2014 - Orlandina Basket - A.S. Junior Pallacanestro Casale - BPC Virtus Cassino - Latina Basket - Legnano Basket Knights - NPC Rieti - Leonis Roma - Pallacanestro Virtus Roma - Scafati Basket - Mens Sana Basket 1871 - Derthona Basket - 2B Control Trapani - Blu Basket 1971 |

## Temporada regular

### Serie A2 Este
|  |     | Clasificación temporada regular | PT | J  | G  | P  | PF   | PC   | Dif. |
|  | --- | ------------------------------- | -- | -- | -- | -- | ---- | ---- | ---- |
|  | 1.  | Lavoropiù Fortitudo Bologna     | 50 | 30 | 25 | 5  | 2596 | 2312 | 284  |
|  | 2.  | De' Longhi Treviso              | 48 | 30 | 24 | 6  | 2442 | 2054 | 388  |
|  | 3.  | XL Extralight Montegranaro      | 46 | 30 | 23 | 7  | 2387 | 2207 | 180  |
|  | 4.  | Tezenis Verona                  | 38 | 30 | 19 | 11 | 2387 | 2320 | 67   |
|  | 5.  | G.S.A. Udine                    | 36 | 30 | 18 | 12 | 2356 | 2231 | 125  |
|  | 6.  | Unieuro Forlì                   | 32 | 30 | 16 | 14 | 2427 | 2428 | -1   |
|  | 7.  | Pompea Mantova                  | 30 | 30 | 15 | 15 | 2291 | 2321 | -30  |
|  | 8.  | Cimorosi Roseto                 | 30 | 30 | 15 | 15 | 2451 | 2378 | 73   |
|  | 9.  | OraSì Ravenna                   | 26 | 30 | 13 | 17 | 2318 | 2437 | -119 |
|  | 10. | La Naturelle Imola Basket       | 24 | 30 | 12 | 18 | 2512 | 2580 | -68  |
|  | 11. | Bondi Ferrara                   | 22 | 30 | 11 | 19 | 2390 | 2487 | -97  |
|  | 12. | Assigeco Piacenza               | 22 | 30 | 11 | 19 | 2364 | 2360 | 4    |
|  | 13. | Hertz Cagliari                  | 22 | 30 | 11 | 19 | 2390 | 2610 | -220 |
|  | 14. | Bakery Piacenza                 | 18 | 30 | 9  | 21 | 2331 | 2511 | -180 |
|  | 15. | Baltur Cento                    | 18 | 30 | 9  | 21 | 2230 | 2402 | -172 |
|  | 16. | Termoforgia Jesi                | 18 | 30 | 9  | 21 | 2437 | 2671 | -234 |

### Serie A2 Oeste
|  |     | Clasificación temporada regular  | PT | J  | G  | P  | PF   | PC   | Dif. |
|  | --- | -------------------------------- | -- | -- | -- | -- | ---- | ---- | ---- |
|  | 1.  | Virtus Roma                      | 40 | 28 | 20 | 8  | 2317 | 2188 | 129  |
|  | 2.  | Benfapp Capo d'Orlando           | 40 | 28 | 20 | 8  | 2464 | 2284 | 180  |
|  | 3.  | Remer Treviglio                  | 36 | 28 | 18 | 10 | 2314 | 2225 | 89   |
|  | 4.  | Bergamo Basket                   | 34 | 28 | 17 | 11 | 2313 | 2190 | 123  |
|  | 5.  | Zeus Energy Group Rieti          | 34 | 28 | 17 | 11 | 2058 | 2040 | 18   |
|  | 6.  | Edilnol Biella                   | 32 | 28 | 16 | 12 | 2161 | 2071 | 90   |
|  | 7.  | Novipiù Casale Monferrato        | 32 | 28 | 16 | 12 | 2324 | 2235 | 89   |
|  | 8.  | Benacquista Assicurazioni Latina | 30 | 28 | 15 | 13 | 2496 | 2440 | 56   |
|  | 9.  | 2B Control Trapani               | 28 | 28 | 14 | 14 | 2393 | 2365 | 28   |
|  | 10. | Moncada Agrigento                | 28 | 28 | 14 | 14 | 2174 | 2228 | -54  |
|  | 11. | Givova Scafati                   | 28 | 28 | 14 | 14 | 2328 | 2375 | -47  |
|  | 12. | Leonis Roma                      | 22 | 28 | 11 | 17 | 2206 | 2335 | -129 |
|  | 13. | Bertram Tortona                  | 20 | 28 | 10 | 18 | 2149 | 2179 | -30  |
|  | 14. | Legnano Knights                  | 12 | 28 | 6  | 22 | 2168 | 2386 | -218 |
|  | 15. | BPC Virtus Cassino               | 4  | 28 | 2  | 26 | 2100 | 2424 | -324 |
|  | 16. | Mens Sana Siena (-3)             | 0  | 0  | 0  | 0  | 0    | 0    | 0    |

* El ON Sharing Mens Sana Siena fue excluido de la competición el 19 de marzo por diversas irregularidades.

## Playout
|  | Primera ronda | Primera ronda            | Primera ronda          | Primera ronda          | Primera ronda | Primera ronda | Primera ronda |    |                          | Segunda ronda            | Segunda ronda | Segunda ronda | Segunda ronda | Segunda ronda | Segunda ronda | Segunda ronda |  |
|  |               |                          |                        |                        |               |               |               |    |                          |                          |               |               |               |               |               |               |  |
|  |               |                          |                        |                        |               |               |               |    |                          |                          |               |               |               |               |               |               |  |
|  | 14E           | Pallacanestro Piacentina | 82                     | 99                     | 88            | –             | –             |    |                          |                          |               |               |               |               |               |               |  |
|  | 14E           | Pallacanestro Piacentina | 82                     | 99                     | 88            | –             | –             |    |                          |                          |               |               |               |               |               |               |  |
|  | 15O           | Virtus Cassino           | 80                     | 89                     | 66            | –             | –             |    |                          |                          |               |               |               |               |               |               |  |
|  | 15O           | Virtus Cassino           | 80                     | 89                     | 66            | –             | –             |    | Pallacanestro Piacentina | Pallacanestro Piacentina | 87            | 84            | 75            | 74            | 66            |               |  |
|  |               |                          |                        |                        |               |               |               |    | Pallacanestro Piacentina | Pallacanestro Piacentina | 87            | 84            | 75            | 74            | 66            |               |  |
|  |               |                          | Legnano Basket Knights | Legnano Basket Knights | 85            | 88            | 92            | 72 | 95                       |                          |               |               |               |               |               |               |  |
|  | 14O           | Legnano Basket Knights   | Legnano Basket Knights | Legnano Basket Knights | 85            | 88            | 92            | 72 | 95                       | 95                       | 90            | 84            | 63            | 86            |               |               |  |
|  | 14O           | Legnano Basket Knights   |                        |                        |               |               |               |    |                          | 95                       | 90            | 84            | 63            | 86            |               |               |  |
|  | 15E           | Benedetto XIV Cento      | 82                     | 73                     | 93            | 83            | 84            |    |                          |                          |               |               |               |               |               |               |  |
|  | 15E           | Benedetto XIV Cento      | 82                     | 73                     | 93            | 83            | 84            |    |                          |                          |               |               |               |               |               |               |  |
|  |               |                          |                        |                        |               |               |               |    |                          |                          |               |               |               |               |               |               |  |

## Playoff
|  | Octavos de final | Octavos de final            | Octavos de final |                       |    | Cuartos de final        | Cuartos de final | Cuartos de final |  |    | Semifinales             | Semifinales | Semifinales |  |    | Final                   | Final | Final |  |
|  |                  |                             |                  |                       |    |                         |                  |                  |  |    |                         |             |             |  |    |                         |       |       |  |
|  |                  |                             |                  |                       |    |                         |                  |                  |  |    |                         |             |             |  |    |                         |       |       |  |
|  | 2E               | Universo Treviso Basket     | 3                |                       |    |                         |                  |                  |  |    |                         |             |             |  |    |                         |       |       |  |
|  | 2E               | Universo Treviso Basket     | 3                |                       |    |                         |                  |                  |  |    |                         |             |             |  |    |                         |       |       |  |
|  | 9O               | Pallacanestro Trapani       | 2                |                       |    |                         |                  |                  |  |    |                         |             |             |  |    |                         |       |       |  |
|  | 9O               | Pallacanestro Trapani       | 2                |                       | 2E | Universo Treviso Basket | 3                |                  |  |    |                         |             |             |  |    |                         |       |       |  |
|  |                  |                             |                  |                       | 2E | Universo Treviso Basket | 3                |                  |  |    |                         |             |             |  |    |                         |       |       |  |
|  |                  |                             | 5O               | NPC Rieti             | 0  |                         |                  |                  |  |    |                         |             |             |  |    |                         |       |       |  |
|  | 5O               | NPC Rieti                   | 5O               | NPC Rieti             | 0  | 3                       |                  |                  |  |    |                         |             |             |  |    |                         |       |       |  |
|  | 5O               | NPC Rieti                   |                  |                       |    |                         |                  |                  |  |    |                         |             |             |  |    |                         |       |       |  |
|  | 6E               | Pallacanestro Forlì 2.015   | 2                |                       |    |                         |                  |                  |  |    |                         |             |             |  |    |                         |       |       |  |
|  | 6E               | Pallacanestro Forlì 2.015   | 2                |                       |    |                         |                  |                  |  | 2E | Universo Treviso Basket | 3           |             |  |    |                         |       |       |  |
|  |                  |                             |                  |                       |    |                         |                  |                  |  | 2E | Universo Treviso Basket | 3           |             |  |    |                         |       |       |  |
|  |                  |                             | 3O               | Blu Basket 1971       | 1  |                         |                  |                  |  |    |                         |             |             |  |    |                         |       |       |  |
|  | 4E               | Scaligera Verona            | 3O               | Blu Basket 1971       | 1  | 3                       |                  |                  |  |    |                         |             |             |  |    |                         |       |       |  |
|  | 4E               | Scaligera Verona            |                  |                       |    |                         |                  |                  |  |    |                         |             |             |  |    |                         |       |       |  |
|  | 7O               | Junior Pallacanestro Casale | 1                |                       |    |                         |                  |                  |  |    |                         |             |             |  |    |                         |       |       |  |
|  | 7O               | Junior Pallacanestro Casale | 1                |                       | 4E | Scaligera Verona        | 2                |                  |  |    |                         |             |             |  |    |                         |       |       |  |
|  |                  |                             |                  |                       | 4E | Scaligera Verona        | 2                |                  |  |    |                         |             |             |  |    |                         |       |       |  |
|  |                  |                             | 3O               | Blu Basket 1971       | 3  |                         |                  |                  |  |    |                         |             |             |  |    |                         |       |       |  |
|  | 3O               | Blu Basket 1971             | 3O               | Blu Basket 1971       | 3  | 3                       |                  |                  |  |    |                         |             |             |  |    |                         |       |       |  |
|  | 3O               | Blu Basket 1971             |                  |                       |    |                         |                  |                  |  |    |                         |             |             |  |    |                         |       |       |  |
|  | 8E               | Roseto Sharks               | 2                |                       |    |                         |                  |                  |  |    |                         |             |             |  |    |                         |       |       |  |
|  | 8E               | Roseto Sharks               | 2                |                       |    |                         |                  |                  |  |    |                         |             |             |  | 2E | Universo Treviso Basket | 3     |       |  |
|  |                  |                             |                  |                       |    |                         |                  |                  |  |    |                         |             |             |  | 2E | Universo Treviso Basket | 3     |       |  |
|  |                  |                             | 2O               | Orlandina Basket      | 0  |                         |                  |                  |  |    |                         |             |             |  |    |                         |       |       |  |
|  | 2O               | Orlandina Basket            | 2O               | Orlandina Basket      | 0  | 3                       |                  |                  |  |    |                         |             |             |  |    |                         |       |       |  |
|  | 2O               | Orlandina Basket            |                  |                       |    |                         |                  |                  |  |    |                         |             |             |  |    |                         |       |       |  |
|  | 9E               | Basket Ravenna              | 0                |                       |    |                         |                  |                  |  |    |                         |             |             |  |    |                         |       |       |  |
|  | 9E               | Basket Ravenna              | 0                |                       | 2O | Orlandina Basket        | 3                |                  |  |    |                         |             |             |  |    |                         |       |       |  |
|  |                  |                             |                  |                       | 2O | Orlandina Basket        | 3                |                  |  |    |                         |             |             |  |    |                         |       |       |  |
|  |                  |                             | 6O               | Pallacanestro Biella  | 0  |                         |                  |                  |  |    |                         |             |             |  |    |                         |       |       |  |
|  | 5E               | Amici Pallacanestro Udinese | 6O               | Pallacanestro Biella  | 0  | 1                       |                  |                  |  |    |                         |             |             |  |    |                         |       |       |  |
|  | 5E               | Amici Pallacanestro Udinese |                  |                       |    |                         |                  |                  |  |    |                         |             |             |  |    |                         |       |       |  |
|  | 6O               | Pallacanestro Biella        | 3                |                       |    |                         |                  |                  |  |    |                         |             |             |  |    |                         |       |       |  |
|  | 6O               | Pallacanestro Biella        | 3                |                       |    |                         |                  |                  |  | 2O | Orlandina Basket        | 3           |             |  |    |                         |       |       |  |
|  |                  |                             |                  |                       |    |                         |                  |                  |  | 2O | Orlandina Basket        | 3           |             |  |    |                         |       |       |  |
|  |                  |                             | 4O               | Bergamo Basket 2014   | 0  |                         |                  |                  |  |    |                         |             |             |  |    |                         |       |       |  |
|  | 4O               | Bergamo Basket 2014         | 4O               | Bergamo Basket 2014   | 0  | 3                       |                  |                  |  |    |                         |             |             |  |    |                         |       |       |  |
|  | 4O               | Bergamo Basket 2014         |                  |                       |    |                         |                  |                  |  |    |                         |             |             |  |    |                         |       |       |  |
|  | 7E               | Pallacanestro Mantovana     | 2                |                       |    |                         |                  |                  |  |    |                         |             |             |  |    |                         |       |       |  |
|  | 7E               | Pallacanestro Mantovana     | 2                |                       | 4O | Bergamo Basket 2014     | 3                |                  |  |    |                         |             |             |  |    |                         |       |       |  |
|  |                  |                             |                  |                       | 4O | Bergamo Basket 2014     | 3                |                  |  |    |                         |             |             |  |    |                         |       |       |  |
|  |                  |                             | 3E               | Poderosa Montegranaro | 1  |                         |                  |                  |  |    |                         |             |             |  |    |                         |       |       |  |
|  | 3E               | Poderosa Montegranaro       | 3E               | Poderosa Montegranaro | 1  | 3                       |                  |                  |  |    |                         |             |             |  |    |                         |       |       |  |
|  | 3E               | Poderosa Montegranaro       |                  |                       |    |                         |                  |                  |  |    |                         |             |             |  |    |                         |       |       |  |
|  | 8O               | Latina Basket               | 2                |                       |    |                         |                  |                  |  |    |                         |             |             |  |    |                         |       |       |  |
|  | 8O               | Latina Basket               | 2                |                       |    |                         |                  |                  |  |    |                         |             |             |  |    |                         |       |       |  |
|  |                  |                             |                  |                       |    |                         |                  |                  |  |    |                         |             |             |  |    |                         |       |       |  |